# John Clarke (acteur)
John Clarke (South Bend (Indiana), 14 april 1932- Laguna Beach, 16 oktober 2019) was een Amerikaanse acteur.
John Clarke was de eerste acteur die de rol van Mickey Horton speelde in de Amerikaanse soap Days of our Lives. Hij was er vanaf de eerste aflevering in 1965 bij. Door gezondheidsproblemen moest hij in 2004 afscheid nemen van de rol.
Zijn dochter Mindy Clarke acteerde ook in Days maar speelt nu de rol van Julie Cooper in The O.C..